# Старошаріпово
Старошарі́пово (рос. Старошарипово, башк. Иҫке Шәрип) — присілок у складі Давлекановського району Башкортостану, Росія. Входить до складу Соколовської сільської ради.
Населення — 126 осіб (2010; 104 в 2002).
Національний склад:
- башкири — 89 %